# ريدج كانايب
ريدج كانايب (بالإنجليزية: Ridge Canipe)‏ مواليد 13 يوليو 1994 في لاغونا بيتش، الولايات المتحدة، هو ممثل أمريكي بدأ مسيرته الفنية سنة 2003.

## الأعمال

### أفلام
- السير على الخط (2005) (بدور: جوني كاش)
- رجل وحيد (2009) (بدور: ينغ بوي)

### مسلسلات
- كولد كيس (2004) (بدور: تيم بارنز)
- آنجل (2004) (بدور: تومي)
- المقاطعة (2004) (بدور: ليتل جاك مانيون)
- ربات بيوت يائسات (2005)
- دريك أند جوش (2006) (بدور: نيل)
- سي اس آي: التحقيق في موقع الجريمة (2006) (بدور: لوكاس هانسون)
- خارق للطبيعة (2006) (بدور: دين وينشستر)
- خارق للطبيعة (2007) (بدور: ينغ دين وينشستر)
- ربات بيوت يائسات (2007)

## روابط خارجية
- ريدج كانايب على موقع IMDb (الإنجليزية)
- ريدج كانايب على موقع ألو سيني (الفرنسية)
- ريدج كانايب على موقع أول موفي (الإنجليزية)
- ريدج كانايب على موقع قاعدة بيانات الأفلام السويدية (السويدية)
- ريدج كانايب على موقع قاعدة بيانات الفيلم (الإنجليزية)
- ريدج كانايب على موقع كينوبويسك (الروسية)